# Romano Canavese

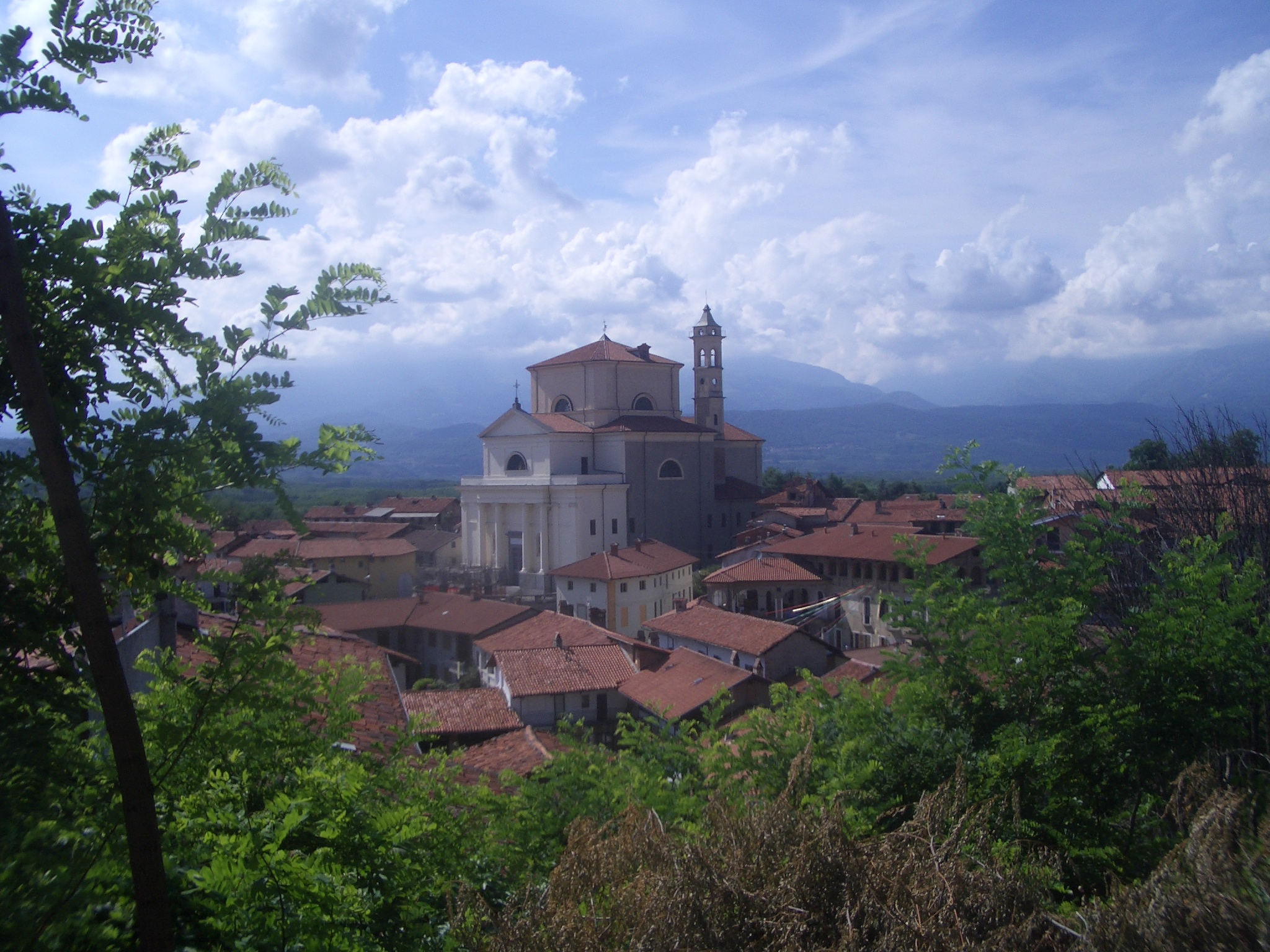
Romano Canavese.

Romano Canavese är en ort och kommun i storstadsregionen Turin, innan 2015 provinsen Turin, i regionen Piemonte, Italien. Kommunen hade 2 689 invånare (2017). Romano Canavese gränsar till kommunerna Ivrea, Mercenasco, Pavone Canavese, Perosa Canavese, Scarmagno och Strambino.